# Terorizam pod državnim pokroviteljstvom
Terorizam pod državnim pokroviteljstvom ((engl.): state-sponsored terrorism) je naziv za terorističke aktivnosti koje vrše ilegalne organizacije koje uživaju financijsku i logističku podršku pojedinih država. To je pojam različit od državnog terorizma koji podrazumijeva neposrednu ulogu organa neke države u terorističkim aktivnostima.
Pojam je u upotrebu ušao zahvaljujući vladi SAD, odnosno State Departmentu koji od 1979. objavljuje popis država pokrovitelja terorizma. On se obično upotrebljavao za zemlje Trećeg svijeta na čijem su čelu bile radikalno lijevi režimi koji su podržavali aktivnosti usmjerene protiv "imperijalističkih" i "neokolonijalističkih" država, odnosno američkih saveznika i samih SAD. U tome se najviše isticala Libija pod Muammarom al-Gaddafijem.
S druge strane, i same SAD, kao i njihovi saveznici su od tog vremena optuživane za pokroviteljstvo nad različitim terorističkim organizacijama, pri čemu se kao primjeri navode podržavanje antikomunističkih paravojnih formacija u Latinskoj Americi, odnosno subverzivnih organizacija u post-revolucionarnom Iranu. U Sjevernoj Irskoj republikanski krugovi optužuju britanske vlasti za podršku ulsterskim unionističkim paravojnim formacijama za vrijeme sukoba 1969 - 1997.